# Yoichi Machishima
Yoichi Machishima (町島 洋一, Machishima Yōichi, Kagamiishi, 23 de dezembro de 1954) é um ex-ciclista olímpico japonês. Machishima representou seu país nos Jogos Olímpicos de Verão de 1976, em Montreal e nos Jogos Asiáticos de 1974. Ele foi principalmente conhecido no Japão como um atleta profissional do ciclismo keirin.